# سفن مجموعة أوليمبيك
مجموعة أوليمبيك (بالإنجليزية: Olympic Serie) هي مجموعة سفن حاويات تعمل لشركة «ميديتيريان شيبنغ كومباني» وهي من أكبر سفن الحاويات في العالم. من 6 سفن مطلوبة للبناء تعمل واحدة منذ يناير 2015، وتوجد اثنتان منهم حاليا (2015) تحت التشييد. وجميعهم من أكبر سفن الحاويات في العالم. يبلغ طول السفينة منهم 399 متر.

## تاريخ
أعطت شركة «هونج كونغ أسيت مانجمنت» عطاء بناء تلك المجموعة من السفن في يوليو 2013، ويقوم «بانك أوف شينا» بتمويل بناء السفن في الوقت الذي تقوم فيه شركة «دايوو شيببيلدينغ أند مارين إنجنيرينغ» من كوريا الجنوبية ببنائها منذ 2014، على أن تقوم أولا بإنتاج الثلاثة الأولى منها.
تقوم شركة مديتيريان شيببينغ كومباني MSC ومقرها جينيف بتشغيل السفن. من المخطط أن تعمل تلك السفن بين أوروبا وشرق آسيا في نقل البضائع. في نفس الوقت تمتلك شركة MSC سفن أخرى تبلغ حمولة كل منها نحو 19.000 حاوية سعة 20-قدم-إيزو TEU . بذلك أصبحت سفينة الحاويات إم إس سي أوسكار MSC Oscar أكبر سفينة حاويات في العالم بواقع ديسمبر 2014.

تبلغ سعة السفينة 19.000 حاوية سعة وحدة مكافئة لعشرين قدما TEU.

## أكبر سفينة
يبلغ طول السفينة إم إس سي أوسكار نحو أربعة ملاعب فوتبول الأمريكية موضوعة خلف بعضها البعض، ولها غاطس 16 متر؛ ويمكنها نقل ما يعادل 39.000 سيارة أو نحو 120 مليون زوج حذاء.

## صور

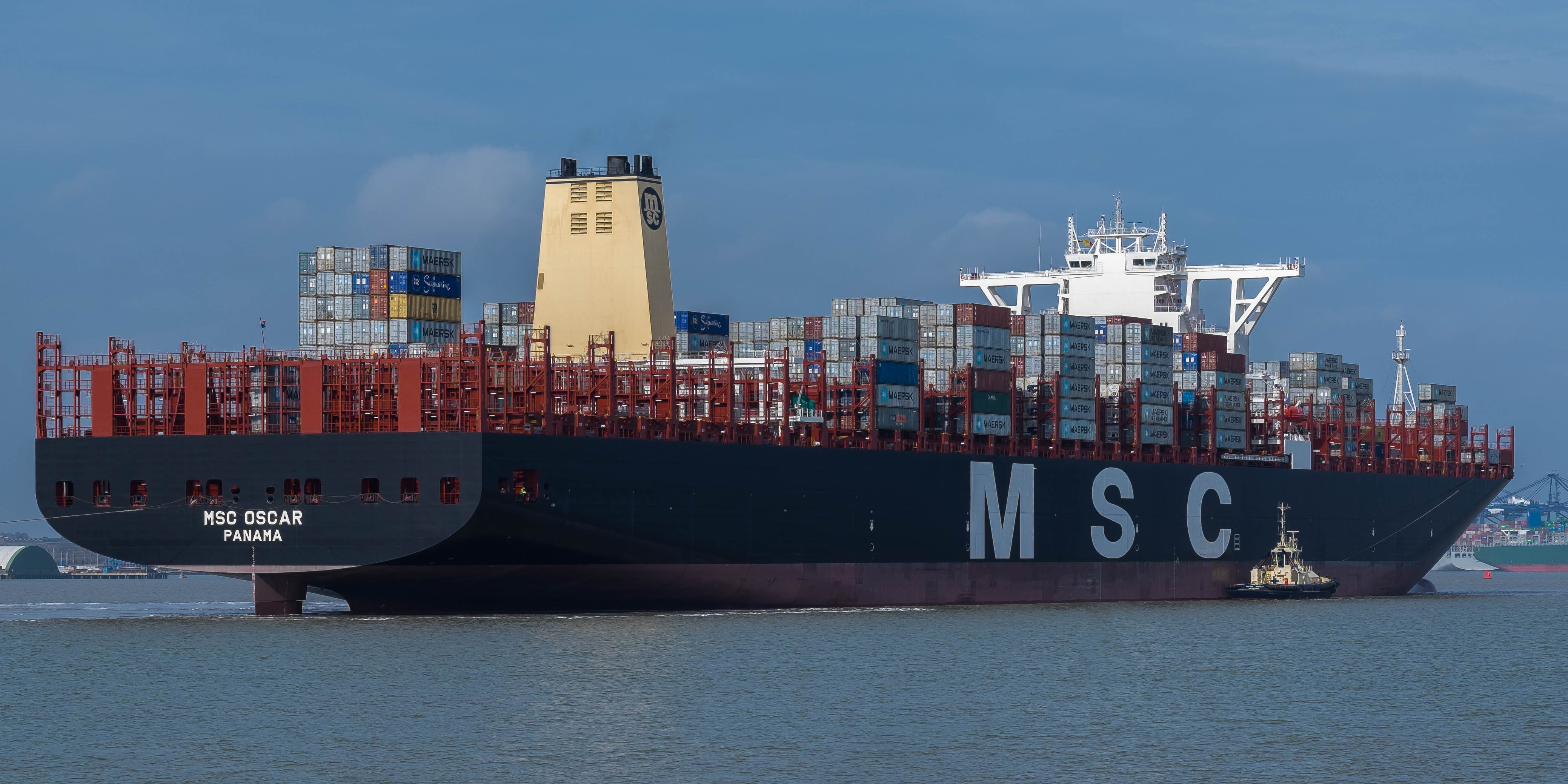
Arriving at Felixstowe, England

## وصلات خارجية
- On board the world's biggest ship, BBC News.

## اقرأ أيضا
- سفينة حاويات
- سفينة سياحية
- حاملة طائرات